# Clathrodrillia salvadorica
Clathrodrillia salvadorica é uma espécie de gastrópode do gênero Clathrodrillia, pertencente à família Drilliidae.